# Litana Silva
Litana Silva era un territori dels bois de la Gàl·lia Cispadana on aquesta tribu celta va obtenir una gran victòria sobre el cònsol romà Luci Postumi Albí, l'any 216 aC.
El cònsol i el seu exèrcit, que el formaven dues legions i un cert nombre de tropes auxiliars, fins a 25.000 homes, van ser massacrats, segons diu Titus Livi. Més tard els romans dirigits pel cònsol L. Valerius Flaccus, van derrotar els bois al mateix lloc l'any 195 aC.
El lloc era situat entre Bononia i Placentia però la situació exacta no es coneix.